# Grand Prix Formule 1 van Canada 2017
De Grand Prix Formule 1 van Canada 2017 werd gehouden op 11 juni op het Circuit Gilles Villeneuve. Het was de zevende race van het kampioenschap.

## Vrije trainingen

### Uitslagen
- Er wordt enkel de top-5 weergegeven.

| Vrije training 1 | Pos | No | Coureur          | Constructeur         | Tijd     |
| ---------------- | --- | -- | ---------------- | -------------------- | -------- |
| Vrije training 1 | 1   | 44 | Lewis Hamilton   | Mercedes             | 1:13.809 |
| Vrije training 1 | 2   | 5  | Sebastian Vettel | Ferrari              | 1:14.007 |
| Vrije training 1 | 3   | 77 | Valtteri Bottas  | Mercedes             | 1:14.046 |
| Vrije training 1 | 4   | 7  | Kimi Räikkönen   | Ferrari              | 1:14.230 |
| Vrije training 1 | 5   | 11 | Sergio Pérez     | Force India-Mercedes | 1:14.578 |
| Vrije training 2 | Pos | No | Coureur          | Constructeur         | Tijd     |
| Vrije training 2 | 1   | 7  | Kimi Räikkönen   | Ferrari              | 1:12.935 |
| Vrije training 2 | 2   | 44 | Lewis Hamilton   | Mercedes             | 1:13.150 |
| Vrije training 2 | 3   | 5  | Sebastian Vettel | Ferrari              | 1:13.200 |
| Vrije training 2 | 4   | 77 | Valtteri Bottas  | Mercedes             | 1:13.310 |
| Vrije training 2 | 5   | 33 | Max Verstappen   | Red Bull-TAG Heuer   | 1:13.388 |
| Vrije training 3 | Pos | No | Coureur          | Constructeur         | Tijd     |
| Vrije training 3 | 1   | 5  | Sebastian Vettel | Ferrari              | 1:12.572 |
| Vrije training 3 | 2   | 7  | Kimi Räikkönen   | Ferrari              | 1:12.864 |
| Vrije training 3 | 3   | 44 | Lewis Hamilton   | Mercedes             | 1:12.926 |
| Vrije training 3 | 4   | 33 | Max Verstappen   | Red Bull-TAG Heuer   | 1:12.965 |
| Vrije training 3 | 5   | 77 | Valtteri Bottas  | Mercedes             | 1:13.210 |

## Kwalificatie
Mercedes-coureur Lewis Hamilton behaalde zijn vierde pole position van het seizoen. Het was tevens de 65e pole position uit zijn carrière, waarmee hij het aantal van zijn idool Ayrton Senna evenaarde. Ferrari-coureur Sebastian Vettel kwalificeerde zich als tweede, met de andere Mercedes van Valtteri Bottas en de tweede Ferrari van Kimi Räikkönen op de derde en vierde plaats. Het Red Bull-duo Max Verstappen en Daniel Ricciardo kwam tot de vijfde en zesde plaats in de kwalificatie, met de Williams van Felipe Massa op de zevende plaats. De top 10 werd afgesloten door de beide Force India-coureurs Sergio Pérez en Esteban Ocon en de Renault van Nico Hülkenberg.
Sauber-coureur Pascal Wehrlein crashte aan het eind van het eerste deel in de kwalificatie en beschadigde hierdoor zijn versnellingsbak. Doordat hij deze moest wisselen kreeg hij oorspronkelijk vijf startplaatsen straf, maar zijn team koos ervoor om hem uit de pitstraat te laten starten.

### Kwalificatie-uitslag
| Pos                 | No | Coureur           | Constructeur         | Q1       | Q2       | Q3       | Grid |
| ------------------- | -- | ----------------- | -------------------- | -------- | -------- | -------- | ---- |
| 1                   | 44 | Lewis Hamilton    | Mercedes             | 1:12.692 | 1:12.496 | 1:11.459 | 1    |
| 2                   | 5  | Sebastian Vettel  | Ferrari              | 1:13.046 | 1:12.749 | 1:11.789 | 2    |
| 3                   | 77 | Valtteri Bottas   | Mercedes             | 1:12.685 | 1:12.563 | 1:12.177 | 3    |
| 4                   | 7  | Kimi Räikkönen    | Ferrari              | 1:13.548 | 1:12.580 | 1:12.252 | 4    |
| 5                   | 33 | Max Verstappen    | Red Bull-TAG Heuer   | 1:13.177 | 1:12.751 | 1:12.403 | 5    |
| 6                   | 3  | Daniel Ricciardo  | Red Bull-TAG Heuer   | 1:13.543 | 1:12.810 | 1:12.557 | 6    |
| 7                   | 19 | Felipe Massa      | Williams-Mercedes    | 1:13.435 | 1:13.012 | 1:12.858 | 7    |
| 8                   | 11 | Sergio Pérez      | Force India-Mercedes | 1:13.470 | 1:13.262 | 1:13.018 | 8    |
| 9                   | 31 | Esteban Ocon      | Force India-Mercedes | 1:13.520 | 1:13.320 | 1:13.135 | 9    |
| 10                  | 27 | Nico Hülkenberg   | Renault              | 1:13.804 | 1:13.406 | 1:13.271 | 10   |
| 11                  | 26 | Daniil Kvjat      | Toro Rosso           | 1:13.802 | 1:13.690 |          | 11   |
| 12                  | 14 | Fernando Alonso   | McLaren-Honda        | 1:13.669 | 1:13.693 |          | 12   |
| 13                  | 55 | Carlos Sainz jr.  | Toro Rosso           | 1:14.051 | 1:13.756 |          | 13   |
| 14                  | 8  | Romain Grosjean   | Haas-Ferrari         | 1:13.780 | 1:13.839 |          | 14   |
| 15                  | 30 | Jolyon Palmer     | Renault              | 1:13.990 | 1:14.293 |          | 15   |
| 16                  | 2  | Stoffel Vandoorne | McLaren-Honda        | 1:14.182 |          |          | 16   |
| 17                  | 18 | Lance Stroll      | Williams-Mercedes    | 1:14.209 |          |          | 17   |
| 18                  | 20 | Kevin Magnussen   | Haas-Ferrari         | 1:14.318 |          |          | 18   |
| 19                  | 9  | Marcus Ericsson   | Sauber-Ferrari       | 1:14.495 |          |          | 19   |
| 20                  | 94 | Pascal Wehrlein   | Sauber-Ferrari       | 1:14.810 |          |          | Pit  |
| 107% tijd: 1:17.772 |    |                   |                      |          |          |          |      |

## Wedstrijd
Lewis Hamilton won de race, waarmee hij zijn derde overwinning van het seizoen behaalde. Zijn teamgenoot Valtteri Bottas eindigde als tweede, terwijl Daniel Ricciardo het podium compleet maakte. Sebastian Vettel beschadigde zijn voorvleugel in de eerste ronde van de race na een touché met Max Verstappen, waardoor hij al snel een ongeplande pitstop moest maken en terugviel naar de laatste plaats in de race. Desondanks wist hij zich terug te vechten naar een vierde plaats, voor de beide Force India-coureurs Sergio Pérez en Esteban Ocon. Kimi Räikkönen kreeg in de laatste ronden problemen met zijn auto, maar wist desondanks op de zevende plaats te finishen en Nico Hülkenberg nipt achter zich te houden. De top 10 werd afgesloten door Williams-coureur Lance Stroll, die met een negende plaats zijn eerste WK-punten behaalde in zijn thuisrace, en de Haas van Romain Grosjean.
Toro Rosso-coureur Carlos Sainz jr. veroorzaakte in de eerste ronde een ongeluk waarbij Romain Grosjean en Felipe Massa waren betrokken. Voor zijn aandeel in de crash ontving Sainz voor de volgende race in Azerbeidzjan drie startplaatsen straf.

### Race-uitslag
| Pos. | No. | Coureur           | Constructeur         | Rondes | Tijd/Oorzaak uitval | Grid | Punten |
| ---- | --- | ----------------- | -------------------- | ------ | ------------------- | ---- | ------ |
| 1    | 44  | Lewis Hamilton    | Mercedes             | 70     | 1:33:05.154         | 1    | 25     |
| 2    | 77  | Valtteri Bottas   | Mercedes             | 70     | +19.783             | 3    | 18     |
| 3    | 3   | Daniel Ricciardo  | Red Bull-TAG Heuer   | 70     | +35.297             | 6    | 15     |
| 4    | 5   | Sebastian Vettel  | Ferrari              | 70     | +35.907             | 2    | 12     |
| 5    | 11  | Sergio Pérez      | Force India-Mercedes | 70     | +40.476             | 8    | 10     |
| 6    | 31  | Esteban Ocon      | Force India-Mercedes | 70     | +40.716             | 9    | 8      |
| 7    | 7   | Kimi Räikkönen    | Ferrari              | 70     | +58.632             | 4    | 6      |
| 8    | 27  | Nico Hülkenberg   | Renault              | 70     | +1:00.374           | 10   | 4      |
| 9    | 18  | Lance Stroll      | Williams-Mercedes    | 69     | +1 ronde            | 17   | 2      |
| 10   | 8   | Romain Grosjean   | Haas-Ferrari         | 69     | +1 ronde            | 14   | 1      |
| 11   | 30  | Jolyon Palmer     | Renault              | 69     | +1 ronde            | 15   |        |
| 12   | 20  | Kevin Magnussen   | Haas-Ferrari         | 69     | +1 ronde            | 18   |        |
| 13   | 9   | Marcus Ericsson   | Sauber-Ferrari       | 69     | +1 ronde            | 19   |        |
| 14   | 2   | Stoffel Vandoorne | McLaren-Honda        | 69     | +1 ronde            | 16   |        |
| 15   | 94  | Pascal Wehrlein   | Sauber-Ferrari       | 68     | +2 ronden           | Pit  |        |
| 16   | 14  | Fernando Alonso   | McLaren-Honda        | 66     | Motor               | 12   |        |
| DNF  | 26  | Daniil Kvjat      | Toro Rosso           | 54     | Motor               | 11   |        |
| DNF  | 33  | Max Verstappen    | Red Bull-TAG Heuer   | 10     | Elektrisch          | 5    |        |
| DNF  | 19  | Felipe Massa      | Williams-Mercedes    | 0      | Ongeluk             | 7    |        |
| DNF  | 55  | Carlos Sainz jr.  | Toro Rosso           | 0      | Ongeluk             | 13   |        |

## Tussenstanden wereldkampioenschap
Betreft tussenstanden voor het wereldkampioenschap na afloop van de race.

### Coureurs
| Positie | No. | Rijder           | Team                 | Punten |
| ------- | --- | ---------------- | -------------------- | ------ |
| 01      | 5   | Sebastian Vettel | Ferrari              | 141    |
| 02      | 44  | Lewis Hamilton   | Mercedes             | 129    |
| 03      | 77  | Valtteri Bottas  | Mercedes             | 93     |
| 04      | 7   | Kimi Räikkönen   | Ferrari              | 73     |
| 05      | 3   | Daniel Ricciardo | Red Bull-TAG Heuer   | 67     |
| 06      | 33  | Max Verstappen   | Red Bull-TAG Heuer   | 45     |
| 07      | 11  | Sergio Pérez     | Force India-Mercedes | 44     |
| 08      | 31  | Esteban Ocon     | Force India-Mercedes | 27     |
| 09      | 55  | Carlos Sainz jr. | Toro Rosso           | 25     |
| 10      | 19  | Felipe Massa     | Williams-Mercedes    | 20     |

### Constructeurs
| Positie | Team                 | Punten |
| ------- | -------------------- | ------ |
| 01      | Mercedes             | 222    |
| 02      | Ferrari              | 214    |
| 03      | Red Bull-TAG Heuer   | 112    |
| 04      | Force India-Mercedes | 71     |
| 05      | Toro Rosso           | 29     |
| 06      | Williams-Mercedes    | 22     |
| 07      | Renault              | 18     |
| 08      | Haas-Ferrari         | 15     |
| 09      | Sauber-Ferrari       | 4      |
| 10      | McLaren-Honda        | 0      |